# Rawlings Gold Glove Award
Rawlings Gold Glove Award (w skrócie Gold Glove) – w Major League Baseball nagroda nadawana corocznie dla zawodników wybieranych indywidualnie przez menadżerów i trenerów w National League i American League. Menedżerowie nie mogą głosować na graczy z drużyn, których prowadzą. Każdego roku przyznaje się 18 Złotych Rękawic (wyjątkiem były lata 1957, 1985 i 2007), po jednym na każdej pozycji z wyjątkiem zapolowych, których corocznie wybiera się po trzech z każdej lig. W 1957 nagrodę przyznano dziewięciu zawodnikom z Major League Baseball. Od 1958 Gold Glove Award otrzymują oddzielnie baseballiści z American League i National League. W latach 1957–1960 na pozycji zapolowego wyróżniano lewo, prawo i środkowozapolowego. Od 1961 do 2010 nie stosowano tego podziału. W 2011 roku powrócono do pierwotnej wersji nagradzania zapolowych. Trofeum zrobione jest ze złotej lamy, przymocowane do podstawy z drewna orzechowego.
Najwięcej Złotych Rękawic (18) otrzymał miotacz Greg Maddux, w tym 13 razy z rzędu w latach 1990–2002, we wszystkie w National League. Brooks Robinson zdobył tę nagrodę 16 razy, najwięcej spośród trzeciobazowych i jest na drugim miejscu w klasyfikacji wszech czasów ex aequo z miotaczem Jimem Kaatem. Najwięcej spośród łapaczy Złotych Rękawic otrzymał Iván Rodríguez (13), wszystkie w American League. Spośród łączników 13-krotnie wyróżniono Ozziego Smitha i wraz z Rodríguezem zajmuje 4. miejsce pod tym względem. Spośród zapolowych Roberto Clemente i Willie Mays, którzy grali głównie na środku i na prawej stronie zapola, zostali wyróżnieni 12 razy. Keith Hernandez jest liderem wśród trzeciobazowych wygrywając 11 razy, zaś Roberto Alomar jako drugobazowy otrzymał 10 Złotych Rękawic. Inni zawodnicy, którzy zdobyli tę nagrodę 10 i więcej razy to łącznik Omar Vizquel (11), łapacz Johnny Bench (10), trzeciobazowy Mike Schmidt (10), i zapolowi Ken Griffey Jr., Ichiro Suzuki, Andruw Jones oraz Al Kaline (wszyscy po 10).
Jedynym zawodnikiem, który zdobył tę nagrodę jako wewnątrzpolowy i zapolowy, jest Darin Erstad z Anaheim Angels; w latach 2000 i 2002 wyróżniony został jako zapolowy, zaś w 2004 jako pierwszobazowy. Jedynym zawodnikiem, który otrzymał Złotą Rękawicę na dwóch różnych pozycjach jest Plácido Polanco; w 2007 i 2009 grał na drugiej bazie w American League, zaś w 2011 na trzeciej w National League.

## Zdobywcy nagrody
| Rok  | 1B                | 2B                 | 3B                  | SS                | OF               | OF                          | OF                 | C                | P                            |
| ---- | ----------------- | ------------------ | ------------------- | ----------------- | ---------------- | --------------------------- | ------------------ | ---------------- | ---------------------------- |
| 1957 | Gil Hodges        | Nellie Fox #       | Frank Malzone       | Roy McMillan      | Willie Mays ** # | Al Kaline #                 | Minnie Miñoso      | Sherm Lollar     | Bobby Shantz                 |
| 1958 | Vic Power         | Frank Bolling      | Frank Malzone       | Luis Aparicio #   | Norm Siebern     | Al Kaline #                 | Jimmy Piersall     | Sherm Lollar     | Bobby Shantz                 |
| 1959 | Vic Power         | Nellie Fox #       | Frank Malzone       | Luis Aparicio #   | Jackie Jensen    | Al Kaline #                 | Minnie Miñoso      | Sherm Lollar     | Bobby Shantz                 |
| 1960 | Vic Power         | Nellie Fox #       | Brooks Robinson * # | Luis Aparicio #   | Jim Landis       | Roger Maris                 | Minnie Miñoso      | Earl Battey      | Bobby Shantz                 |
| 1961 | Vic Power         | Bobby Richardson   | Brooks Robinson * # | Luis Aparicio #   | Jim Landis       | Al Kaline #                 | Jimmy Piersall     | Earl Battey      | Frank Lary                   |
| 1962 | Vic Power         | Bobby Richardson   | Brooks Robinson * # | Luis Aparicio #   | Jim Landis       | Al Kaline #                 | Mickey Mantle #    | Earl Battey      | Jim Kaat                     |
| 1963 | Vic Power         | Bobby Richardson   | Brooks Robinson * # | Zoilo Versalles   | Jim Landis       | Al Kaline #                 | Carl Yastrzemski # | Elston Howard    | Jim Kaat                     |
| 1964 | Vic Power         | Bobby Richardson   | Brooks Robinson * # | Luis Aparicio #   | Jim Landis       | Al Kaline #                 | Vic Davalillo      | Elston Howard    | Jim Kaat                     |
| 1965 | Joe Pepitone      | Bobby Richardson   | Brooks Robinson * # | Zoilo Versalles   | Tom Tresh        | Al Kaline #                 | Carl Yastrzemski # | Bill Freehan     | Jim Kaat                     |
| 1966 | Joe Pepitone      | Bobby Knoop        | Brooks Robinson * # | Luis Aparicio #   | Tommie Agee      | Al Kaline #                 | Tony Oliva         | Bill Freehan     | Jim Kaat                     |
| 1967 | George Scott      | Bobby Knoop        | Brooks Robinson * # | Jim Fregosi       | Paul Blair       | Al Kaline #                 | Carl Yastrzemski # | Bill Freehan     | Jim Kaat                     |
| 1968 | George Scott      | Bobby Knoop        | Brooks Robinson * # | Luis Aparicio #   | Reggie Smith     | Mickey Stanley              | Carl Yastrzemski # | Bill Freehan     | Jim Kaat                     |
| 1969 | Joe Pepitone      | Davey Johnson      | Brooks Robinson * # | Mark Belanger     | Paul Blair       | Mickey Stanley              | Carl Yastrzemski # | Bill Freehan     | Jim Kaat                     |
| 1970 | Jim Spencer       | Davey Johnson      | Brooks Robinson * # | Luis Aparicio #   | Paul Blair       | Mickey Stanley              | Ken Berry          | Ray Fosse        | Jim Kaat                     |
| 1971 | George Scott      | Davey Johnson      | Brooks Robinson * # | Mark Belanger     | Paul Blair       | Amos Otis                   | Carl Yastrzemski # | Ray Fosse        | Jim Kaat                     |
| 1972 | George Scott      | Doug Griffin       | Brooks Robinson * # | Ed Brinkman       | Paul Blair       | Bobby Murcer                | Ken Berry          | Carlton Fisk #   | Jim Kaat                     |
| 1973 | George Scott      | Bobby Grich        | Brooks Robinson * # | Mark Belanger     | Paul Blair       | Amos Otis                   | Mickey Stanley     | Thurman Munson   | Jim Kaat                     |
| 1974 | George Scott      | Bobby Grich        | Brooks Robinson * # | Mark Belanger     | Paul Blair       | Amos Otis                   | Joe Rudi           | Thurman Munson   | Jim Kaat                     |
| 1975 | George Scott      | Bobby Grich        | Brooks Robinson * # | Mark Belanger     | Paul Blair       | Fred Lynn                   | Joe Rudi           | Thurman Munson   | Jim Kaat                     |
| 1976 | George Scott      | Bobby Grich        | Aurelio Rodríguez   | Mark Belanger     | Dwight Evans     | Rick Manning                | Joe Rudi           | Jim Sundberg     | Jim Palmer #                 |
| 1977 | Jim Spencer       | Frank White        | Graig Nettles       | Mark Belanger     | Juan Beníquez    | Al Cowens                   | Carl Yastrzemski # | Jim Sundberg     | Jim Palmer #                 |
| 1978 | Chris Chambliss   | Frank White        | Graig Nettles       | Mark Belanger     | Dwight Evans     | Fred Lynn                   | Rick Miller        | Jim Sundberg     | Jim Palmer #                 |
| 1979 | Cecil Cooper      | Frank White        | Buddy Bell          | Rick Burleson     | Dwight Evans     | Fred Lynn                   | Sixto Lezcano      | Jim Sundberg     | Jim Palmer #                 |
| 1980 | Cecil Cooper      | Frank White        | Buddy Bell          | Alan Trammell     | Willie Wilson    | Fred Lynn                   | Dwayne Murphy      | Jim Sundberg     | Mike Norris                  |
| 1981 | Mike Squires      | Frank White        | Buddy Bell          | Alan Trammell     | Dwight Evans     | Rickey Henderson #          | Dwayne Murphy      | Jim Sundberg     | Mike Norris                  |
| 1982 | Eddie Murray #    | Frank White        | Buddy Bell          | Robin Yount #     | Dwight Evans     | Dave Winfield #             | Dwayne Murphy      | Bob Boone        | Ron Guidry                   |
| 1983 | Eddie Murray #    | Lou Whitaker       | Buddy Bell          | Alan Trammell     | Dwight Evans     | Dave Winfield #             | Dwayne Murphy      | Lance Parrish    | Ron Guidry                   |
| 1984 | Eddie Murray #    | Lou Whitaker       | Buddy Bell          | Alan Trammell     | Dwight Evans     | Dave Winfield #             | Dwayne Murphy      | Lance Parrish    | Ron Guidry                   |
| 1985 | Don Mattingly     | Lou Whitaker       | George Brett #      | Alfredo Griffin   | Dwight Evans     | Dave Winfield # Gary Pettis | Dwayne Murphy      | Lance Parrish    | Ron Guidry                   |
| 1986 | Don Mattingly     | Frank White        | Gary Gaetti         | Tony Fernández    | Kirby Puckett #  | Gary Pettis                 | Jesse Barfield     | Bob Boone        | Ron Guidry                   |
| 1987 | Don Mattingly     | Frank White        | Gary Gaetti         | Tony Fernández    | Kirby Puckett #  | Dave Winfield #             | Jesse Barfield     | Bob Boone        | Mark Langston                |
| 1988 | Don Mattingly     | Harold Reynolds    | Gary Gaetti         | Tony Fernández    | Kirby Puckett #  | Gary Pettis                 | Devon White        | Bob Boone        | Mark Langston                |
| 1989 | Don Mattingly     | Harold Reynolds    | Gary Gaetti         | Tony Fernández    | Kirby Puckett #  | Gary Pettis                 | Devon White        | Bob Boone        | Bret Saberhagen              |
| 1990 | Mark McGwire      | Harold Reynolds    | Kelly Gruber        | Ozzie Guillén     | Gary Pettis      | Ellis Burks                 | Ken Griffey Jr. #  | Sandy Alomar Jr. | Mike Boddicker               |
| 1991 | Don Mattingly     | Roberto Alomar * # | Robin Ventura       | Cal Ripken Jr. #  | Kirby Puckett #  | Devon White                 | Ken Griffey Jr. #  | Tony Peña        | Mark Langston                |
| 1992 | Don Mattingly     | Roberto Alomar * # | Robin Ventura       | Cal Ripken Jr. #  | Kirby Puckett #  | Devon White                 | Ken Griffey Jr. #  | Iván Rodríguez * | Mark Langston                |
| 1993 | Don Mattingly     | Roberto Alomar* #  | Robin Ventura       | Omar Vizquel      | Kenny Lofton     | Devon White                 | Ken Griffey Jr. #  | Iván Rodríguez * | Mark Langston                |
| 1994 | Don Mattingly     | Roberto Alomar * # | Wade Boggs #        | Omar Vizquel      | Kenny Lofton     | Devon White                 | Ken Griffey Jr. #  | Iván Rodríguez * | Mark Langston                |
| 1995 | J.T. Snow         | Roberto Alomar * # | Wade Boggs #        | Omar Vizquel      | Kenny Lofton     | Devon White                 | Ken Griffey Jr. #  | Iván Rodríguez * | Mark Langston                |
| 1996 | J.T. Snow         | Roberto Alomar * # | Robin Ventura       | Omar Vizquel      | Kenny Lofton     | Jay Buhner                  | Ken Griffey Jr. #  | Iván Rodríguez * | Mike Mussina                 |
| 1997 | Rafael Palmeiro   | Chuck Knoblauch    | Matt Williams       | Omar Vizquel      | Bernie Williams  | Jim Edmonds                 | Ken Griffey Jr. #  | Iván Rodríguez * | Mike Mussina                 |
| 1998 | Rafael Palmeiro   | Roberto Alomar * # | Robin Ventura       | Omar Vizquel      | Bernie Williams  | Jim Edmonds                 | Ken Griffey Jr. #  | Iván Rodríguez * | Mike Mussina                 |
| 1999 | Rafael Palmeiro   | Roberto Alomar * # | Scott Brosius       | Omar Vizquel      | Bernie Williams  | Shawn Green                 | Ken Griffey Jr. #  | Iván Rodríguez * | Mike Mussina                 |
| 2000 | John Olerud       | Roberto Alomar * # | Travis Fryman       | Omar Vizquel      | Bernie Williams  | Jermaine Dye                | Darin Erstad       | Iván Rodríguez * | Kenny Rogers                 |
| 2001 | Doug Mientkiewicz | Roberto Alomar * # | Eric Chavez         | Omar Vizquel      | Torii Hunter     | Mike Cameron                | Ichiro Suzuki      | Iván Rodríguez * | Mike Mussina                 |
| 2002 | John Olerud       | Bret Boone         | Eric Chavez         | Alex Rodriguez    | Torii Hunter     | Darin Erstad                | Ichiro Suzuki      | Belgie Molina    | Kenny Rogers                 |
| 2003 | John Olerud       | Bret Boone         | Eric Chavez         | Alex Rodriguez    | Torii Hunter     | Mike Cameron                | Ichiro Suzuki      | Belgie Molina    | Mike Mussina                 |
| 2004 | Darin Erstad      | Bret Boone         | Eric Chavez         | Derek Jeter       | Torii Hunter     | Vernon Wells                | Ichiro Suzuki      | Iván Rodríguez * | Kenny Rogers                 |
| 2005 | Mark Teixeira     | Orlando Hudson     | Eric Chavez         | Derek Jeter       | Torii Hunter     | Vernon Wells                | Ichiro Suzuki      | Jason Varitek    | Kenny Rogers                 |
| 2006 | Mark Teixeira     | Mark Grudzielanek  | Eric Chavez         | Derek Jeter       | Torii Hunter     | Vernon Wells                | Ichiro Suzuki      | Iván Rodríguez * | Kenny Rogers                 |
| 2007 | Kevin Youkilis    | Plácido Polanco    | Adrián Beltré       | Orlando Cabrera   | Torii Hunter     | Grady Sizemore              | Ichiro Suzuki      | Iván Rodríguez * | Johan Santana                |
| 2008 | Carlos Peña       | Dustin Pedroia     | Adrián Beltré       | Michael Young     | Torii Hunter     | Grady Sizemore              | Ichiro Suzuki      | Joe Mauer        | Mike Mussina                 |
| 2009 | Mark Teixeira     | Plácido Polanco    | Evan Longoria       | Derek Jeter       | Torii Hunter     | Adam Jones                  | Ichiro Suzuki      | Joe Mauer        | Mark Buehrle                 |
| 2010 | Mark Teixeira     | Robinson Canó      | Evan Longoria       | Derek Jeter       | Carl Crawford    | Franklin Gutiérrez          | Ichiro Suzuki      | Joe Mauer        | Mark Buehrle                 |
| 2011 | Adrian Gonzalez   | Dustin Pedroia     | Adrián Beltré       | Erick Aybar       | Alex Gordon      | Jacoby Ellsbury             | Nick Markakis      | Matt Wieters     | Mark Buehrle                 |
| 2012 | Mark Teixeira     | Robinson Cano      | Adrián Beltré       | J.J. Hardy        | Alex Gordon      | Adam Jones                  | Josh Reddick       | Matt Wieters     | Jeremy Hellickson Jake Peavy |
| 2013 | Eric Hosmer       | Dustin Pedroia     | Manny Machado       | J.J. Hardy        | Alex Gordon      | Adam Jones                  | Shane Victorino    | Salvador Pérez   | R.A. Dickey                  |
| 2014 | Eric Hosmer       | Dustin Pedroia     | Kyle Seager         | J.J. Hardy        | Alex Gordon      | Adam Jones                  | Nick Markakis      | Salvador Pérez   | Dallas Keuchel               |
| 2015 | Eric Hosmer       | José Altuve        | Manny Machado       | Alcides Escobar   | Yoenis Céspedes  | Kevin Kiermaier             | Kole Calhoun       | Salvador Pérez   | Dallas Keuchel               |
| 2016 | Mitch Moreland    | Ian Kinsler        | Adrián Beltré       | Francisco Lindor  | Brett Gardner    | Kevin Kiermaier             | Mookie Betts       | Salvador Pérez   | Dallas Keuchel               |
| 2017 | Eric Hosmer       | Brian Dozier       | Evan Longoria       | Andrelton Simmons | Alex Gordon      | Byron Buxton                | Mookie Betts       | Martín Maldonado | Marcus Stroman               |
| 2018 | Matt Olson        | Ian Kinsler        | Matt Chapman        | Andrelton Simmons | Alex Gordon      | Jackie Bradley Jr.          | Mookie Betts       | Salvador Pérez   | Dallas Keuchel               |
| 2019 | Matt Olson        | Yolmer Sánchez     | Matt Chapman        | Francisco Lindor  | Alex Gordon      | Kevin Kiermaier             | Mookie Betts       | Roberto Pérez    | Mike Leake                   |

| Rok  | 1B                            | 2B               | 3B              | SS                | OF                          | OF                    | OF               | C               | P                   |
| ---- | ----------------------------- | ---------------- | --------------- | ----------------- | --------------------------- | --------------------- | ---------------- | --------------- | ------------------- |
| 1957 | Gil Hodges                    | Nellie Fox #     | Frank Malzone   | Roy McMillan      | Willie Mays ** #            | Al Kaline #           | Minnie Miñoso    | Sherm Lollar    | Bobby Shantz        |
| 1958 | Gil Hodges                    | Bill Mazeroski # | Ken Boyer       | Roy McMillan      | Hank Aaron #                | Frank Robinson #      | Willie Mays ** # | Del Crandall    | Harvey Haddix       |
| 1959 | Gil Hodges                    | Charlie Neal     | Ken Boyer       | Roy McMillan      | Hank Aaron #                | Jackie Brandt         | Willie Mays ** # | Del Crandall    | Harvey Haddix       |
| 1960 | Bill White                    | Bill Mazeroski # | Ken Boyer       | Ernie Banks #     | Hank Aaron #                | Wally Moon            | Willie Mays ** # | Del Crandall    | Harvey Haddix       |
| 1961 | Bill White                    | Bill Mazeroski # | Ken Boyer       | Maury Wills       | Vada Pinson                 | Roberto Clemente ** # | Willie Mays ** # | Johnny Roseboro | Bobby Shantz        |
| 1962 | Bill White                    | Ken Hubbs        | Jim Davenport   | Maury Wills       | Bill Virdon                 | Roberto Clemente ** # | Willie Mays ** # | Del Crandall    | Bobby Shantz        |
| 1963 | Bill White                    | Bill Mazeroski # | Ken Boyer       | Bobby Wine        | Curt Flood                  | Roberto Clemente ** # | Willie Mays ** # | Johnny Edwards  | Bobby Shantz        |
| 1964 | Bill White                    | Bill Mazeroski # | Ron Santo #     | Rubén Amaro Sr.   | Curt Flood                  | Roberto Clemente ** # | Willie Mays ** # | Johnny Edwards  | Bobby Shantz        |
| 1965 | Bill White                    | Bill Mazeroski # | Ron Santo #     | Leo Cárdenas      | Curt Flood                  | Roberto Clemente ** # | Willie Mays ** # | Joe Torre       | Bob Gibson #        |
| 1966 | Bill White                    | Bill Mazeroski # | Ron Santo #     | Gene Alley        | Curt Flood                  | Roberto Clemente ** # | Willie Mays ** # | Johnny Roseboro | Bob Gibson #        |
| 1967 | Wes Parker                    | Bill Mazeroski # | Ron Santo #     | Gene Alley        | Curt Flood                  | Roberto Clemente ** # | Willie Mays ** # | Randy Hundley   | Bob Gibson #        |
| 1968 | Wes Parker                    | Glenn Beckert    | Ron Santo #     | Dal Maxvill       | Curt Flood                  | Roberto Clemente ** # | Willie Mays ** # | Johnny Bench #  | Bob Gibson #        |
| 1969 | Wes Parker                    | Félix Millán     | Clete Boyer     | Don Kessinger     | Curt Flood                  | Roberto Clemente ** # | Pete Rose        | Johnny Bench #  | Bob Gibson #        |
| 1970 | Wes Parker                    | Tommy Helms      | Doug Rader      | Don Kessinger     | Tommie Agee                 | Roberto Clemente ** # | Pete Rose        | Johnny Bench #  | Bob Gibson #        |
| 1971 | Wes Parker                    | Tommy Helms      | Doug Rader      | Bud Harrelson     | Willie Davis                | Roberto Clemente ** # | Bobby Bonds      | Johnny Bench #  | Bob Gibson #        |
| 1972 | Wes Parker                    | Félix Millán     | Doug Rader      | Larry Bowa        | Willie Davis                | Roberto Clemente **#  | César Cedeño     | Johnny Bench #  | Bob Gibson #        |
| 1973 | Mike Jorgensen                | Joe Morgan #     | Doug Rader      | Roger Metzger     | Willie Davis                | Bobby Bonds           | César Cedeño     | Johnny Bench #  | Bob Gibson #        |
| 1974 | Steve Garvey                  | Joe Morgan #     | Doug Rader      | Dave Concepción   | César Gerónimo              | Bobby Bonds           | César Cedeño     | Johnny Bench #  | Andy Messersmith    |
| 1975 | Steve Garvey                  | Joe Morgan #     | Ken Reitz       | Dave Concepción   | César Gerónimo              | Garry Maddox          | César Cedeño     | Johnny Bench #  | Andy Messersmith    |
| 1976 | Steve Garvey                  | Joe Morgan #     | Mike Schmidt #  | Dave Concepción   | César Gerónimo              | Garry Maddox          | César Cedeño     | Johnny Bench #  | Jim Kaat            |
| 1977 | Steve Garvey                  | Joe Morgan #     | Mike Schmidt #  | Dave Concepción   | César Gerónimo              | Garry Maddox          | Dave Parker      | Johnny Bench #  | Jim Kaat            |
| 1978 | Keith Hernandez *             | Davey Lopes      | Mike Schmidt #  | Larry Bowa        | Ellis Valentine             | Garry Maddox          | Dave Parker      | Bob Boone       | Phil Niekro #       |
| 1979 | Keith Hernandez *             | Manny Trillo     | Mike Schmidt #  | Dave Concepción   | Dave Winfield #             | Garry Maddox          | Dave Parker      | Bob Boone       | Phil Niekro #       |
| 1980 | Keith Hernandez *             | Doug Flynn       | Mike Schmidt #  | Ozzie Smith * #   | Dave Winfield #             | Garry Maddox          | Andre Dawson #   | Gary Carter #   | Phil Niekro #       |
| 1981 | Keith Hernandez *             | Manny Trillo     | Mike Schmidt #  | Ozzie Smith * #   | Dusty Baker                 | Garry Maddox          | Andre Dawson #   | Gary Carter #   | Steve Carlton #     |
| 1982 | Keith Hernandez *             | Manny Trillo     | Mike Schmidt #  | Ozzie Smith * #   | Dale Murphy                 | Garry Maddox          | Andre Dawson #   | Gary Carter #   | Phil Niekro #       |
| 1983 | Keith Hernandez *             | Ryne Sandberg #  | Mike Schmidt #  | Ozzie Smith * #   | Dale Murphy                 | Willie McGee          | Andre Dawson #   | Tony Peña       | Phil Niekro #       |
| 1984 | Keith Hernandez *             | Ryne Sandberg #  | Mike Schmidt #  | Ozzie Smith * #   | Dale Murphy                 | Bob Dernier           | Andre Dawson #   | Tony Peña       | Joaquín Andújar     |
| 1985 | Keith Hernandez *             | Ryne Sandberg #  | Tim Wallach     | Ozzie Smith * #   | Dale Murphy                 | Willie McGee          | Andre Dawson #   | Tony Peña       | Rick Reuschel       |
| 1986 | Keith Hernandez *             | Ryne Sandberg #  | Mike Schmidt #  | Ozzie Smith * #   | Dale Murphy                 | Willie McGee          | Tony Gwynn #     | Jody Davis      | Fernando Valenzuela |
| 1987 | Keith Hernandez *             | Ryne Sandberg #  | Terry Pendleton | Ozzie Smith * #   | Eric Davis                  | Andre Dawson #        | Tony Gwynn #     | Mike LaValliere | Rick Reuschel       |
| 1988 | Keith Hernandez *             | Ryne Sandberg #  | Tim Wallach     | Ozzie Smith * #   | Eric Davis                  | Andre Dawson #        | Andy Van Slyke   | Benito Santiago | Orel Hershiser      |
| 1989 | Andrés Galarraga              | Ryne Sandberg #  | Terry Pendleton | Ozzie Smith * #   | Eric Davis                  | Tony Gwynn #          | Andy Van Slyke   | Benito Santiago | Ron Darling         |
| 1990 | Andrés Galarraga              | Ryne Sandberg #  | Tim Wallach     | Ozzie Smith * #   | Barry Bonds                 | Tony Gwynn #          | Andy Van Slyke   | Benito Santiago | Greg Maddux * #     |
| 1991 | Will Clark                    | Ryne Sandberg #  | Matt Williams   | Ozzie Smith * #   | Barry Bonds                 | Tony Gwynn#           | Andy Van Slyke   | Tom Pagnozzi    | Greg Maddux * #     |
| 1992 | Mark Grace                    | José Lind        | Terry Pendleton | Ozzie Smith * #   | Barry Bonds                 | Larry Walker          | Andy Van Slyke   | Tom Pagnozzi    | Greg Maddux * #     |
| 1993 | Mark Grace                    | Robby Thompson   | Matt Williams   | Jay Bell          | Barry Bonds                 | Larry Walker          | Marquis Grissom  | Kirt Manwaring  | Greg Maddux * #     |
| 1994 | Jeff Bagwell                  | Craig Biggio #   | Matt Williams   | Barry Larkin      | Barry Bonds                 | Darren Lewis          | Marquis Grissom  | Tom Pagnozzi    | Greg Maddux * #     |
| 1995 | Mark Grace                    | Craig Biggio #   | Ken Caminiti    | Barry Larkin      | Raúl Mondesí                | Steve Finley          | Marquis Grissom  | Charles Johnson | Greg Maddux * #     |
| 1996 | Mark Grace                    | Craig Biggio #   | Ken Caminiti    | Barry Larkin      | Barry Bonds                 | Steve Finley          | Marquis Grissom  | Charles Johnson | Greg Maddux * #     |
| 1997 | J.T. Snow                     | Craig Biggio #   | Ken Caminiti    | Rey Ordóñez       | Barry Bonds                 | Larry Walker          | Raúl Mondesí     | Charles Johnson | Greg Maddux * #     |
| 1998 | J.T. Snow                     | Bret Boone       | Scott Rolen     | Rey Ordóñez       | Barry Bonds                 | Larry Walker          | Andruw Jones     | Charles Johnson | Greg Maddux * #     |
| 1999 | J.T. Snow                     | Pokey Reese      | Robin Ventura   | Rey Ordóñez       | Steve Finley                | Larry Walker          | Andruw Jones     | Mike Lieberthal | Greg Maddux * #     |
| 2000 | J.T. Snow                     | Pokey Reese      | Scott Rolen     | Neifi Pérez       | Steve Finley                | Jim Edmonds           | Andruw Jones     | Mike Matheny    | Greg Maddux * #     |
| 2001 | Todd Helton                   | Fernando Viña    | Scott Rolen     | Orlando Cabrera   | Larry Walker                | Jim Edmonds           | Andruw Jones     | Brad Ausmus     | Greg Maddux * #     |
| 2002 | Todd Helton                   | Fernando Viña    | Scott Rolen     | Edgar Rentería    | Larry Walker                | Jim Edmonds           | Andruw Jones     | Brad Ausmus     | Greg Maddux * #     |
| 2003 | Derrek Lee                    | Luis Castillo    | Scott Rolen     | Edgar Rentería    | José Cruz Jr.               | Jim Edmonds           | Andruw Jones     | Mike Matheny    | Mike Hampton        |
| 2004 | Todd Helton                   | Luis Castillo    | Scott Rolen     | César Izturis     | Steve Finley                | Jim Edmonds           | Andruw Jones     | Mike Matheny    | Greg Maddux * #     |
| 2005 | Derrek Lee                    | Luis Castillo    | Mike Lowell     | Omar Vizquel      | Bobby Abreu                 | Jim Edmonds           | Andruw Jones     | Mike Matheny    | Greg Maddux * #     |
| 2006 | Albert Pujols                 | Orlando Hudson   | Scott Rolen     | Omar Vizquel      | Mike Cameron                | Carlos Beltrán        | Andruw Jones     | Brad Ausmus     | Greg Maddux * #     |
| 2007 | Derrek Lee                    | Orlando Hudson   | David Wright    | Jimmy Rollins     | Aaron Rowand Jeff Francoeur | Carlos Beltrán        | Andruw Jones     | Russell Martin  | Greg Maddux * #     |
| 2008 | Adrian Gonzalez               | Brandon Phillips | David Wright    | Jimmy Rollins     | Nate McLouth                | Carlos Beltrán        | Shane Victorino  | Yadier Molina   | Greg Maddux * #     |
| 2009 | Adrian Gonzalez               | Orlando Hudson   | Ryan Zimmerman  | Jimmy Rollins     | Michael Bourn               | Matt Kemp             | Shane Victorino  | Yadier Molina   | Adam Wainwright     |
| 2010 | Albert Pujols                 | Brandon Phillips | Scott Rolen     | Troy Tulowitzki   | Michael Bourn               | Carlos González       | Shane Victorino  | Yadier Molina   | Bronson Arroyo      |
| 2011 | Joey Votto                    | Brandon Phillips | Plácido Polanco | Troy Tulowitzki   | Gerardo Parra               | Matt Kemp             | Andre Ethier     | Yadier Molina   | Clayton Kershaw     |
| 2012 | Adam LaRoche                  | Darwin Barney    | Chase Headley   | Jimmy Rollins     | Carlos González             | Andrew McCutchen      | Jason Heyward    | Yadier Molina   | Mark Buehrle        |
| 2013 | Paul Goldschmidt              | Brandon Phillips | Nolan Arenado   | Andrelton Simmons | Carlos González             | Carlos Gómez          | Gerardo Parra    | Yadier Molina   | Adam Wainwright     |
| 2014 | Adrian Gonzalez               | DJ LeMahieu      | Nolan Arenado   | Andrelton Simmons | Christian Yelich            | Juan Lagares          | Jason Heyward    | Yadier Molina   | Zack Greinke        |
| 2015 | Paul Goldschmidt              | Dee Gordon       | Nolan Arenado   | Brandon Crawford  | Starling Marte              | A.J. Pollock          | Jason Heyward    | Yadier Molina   | Zack Greinke        |
| 2016 | Anthony Rizzo                 | Joe Panik        | Nolan Arenado   | Brandon Crawford  | Starling Marte              | Ender Inciarte        | Jason Heyward    | Buster Posey    | Zack Greinke        |
| 2017 | Paul Goldschmidt              | DJ LeMahieu      | Nolan Arenado   | Brandon Crawford  | Marcell Ozuna               | Ender Inciarte        | Jason Heyward    | Tucker Barnhart | Zack Greinke        |
| 2018 | Anthony Rizzo Freddie Freeman | DJ LeMahieu      | Nolan Arenado   | Nick Ahmed        | Corey Dickerson             | Ender Inciarte        | Nick Markakis    | Yadier Molina   | Zack Greinke        |
| 2019 | Anthony Rizzo                 | Kolten Wong      | Nolan Arenado   | Nick Ahmed        | David Peralta               | Lorenzo Cain          | Cody Bellinger   | J.T. Realmuto   | Zack Greinke        |

### Legenda
| 1B       | pierwszobazowy                                                                                     |
| 2B       | drugobazowy                                                                                        |
| 3B       | trzeciobazowy                                                                                      |
| SS       | łącznik                                                                                            |
| OF       | zapolowy                                                                                           |
| C        | łapacz                                                                                             |
| P        | miotacz                                                                                            |
| * lub ** | zawodnik z największą liczbą Golden Glove Award na swojej pozycji (** oznacza 1. miejsce ex aequo) |
| #        | Członek Galerii Sław Baseballu                                                                     |

## Platinum Glove Award
W 2011 firma Rawlings utworzyła Platinum Glove Award, dla jednego zawodnika z National League i American League, a zwycięzcy wyłaniani są poprzez głosowanie kibiców.
| Rok  | Liga     | Zawodnik          | Klub                | Pozycja |
| ---- | -------- | ----------------- | ------------------- | ------- |
| 2011 | American | Adrián Beltré     | Texas Rangers       | 3B      |
| 2011 | National | Yadier Molina     | St. Louis Cardinals | C       |
| 2012 | American | Adrián Beltré (2) | Texas Rangers       | 3B      |
| 2012 | National | Yadier Molina (2) | St. Louis Cardinals | C       |
| 2013 | American | Manny Machado     | Baltimore Orioles   | 3B      |
| 2013 | National | Andrelton Simmons | Atlanta Braves      | SS      |
| 2014 | American | Alex Gordon       | Kansas City Royals  | LF      |
| 2014 | National | Yadier Molina (3) | St. Louis Cardinals | C       |
| 2015 | American | Kevin Kiermaier   | Tampa Bay Rays      | CF      |
| 2015 | National | Yadier Molina (4) | St. Louis Cardinals | C       |
| 2016 | American | Francisco Lindor  | Cleveland Indians   | SS      |
| 2016 | National | Anthony Rizzo     | Chicago Cubs        | 1B      |
| 2017 | American | Byron Buxton      | Minnesota Twins     | CF      |
| 2017 | National | Nolan Arenado     | Colorado Rockies    | 3B      |